# 拟棘鱼属
拟棘鱼属（学名：Acanthodopsis）是锉棘鱼科下的一个属。

## 下属物种
本属包括以下物种：
- Acanthodopsis microdon Traquair, 1894
- Acanthodopsis wardi Hancock & Atthey, 1868